# Internationaler Orgelwettbewerb Wuppertal
Der Internationale Orgelwettbewerb Wuppertal (IOW) ist ein internationaler Musikwettbewerb für Organisten, der seit 2009 in Wuppertal stattfindet.

## Beschreibung

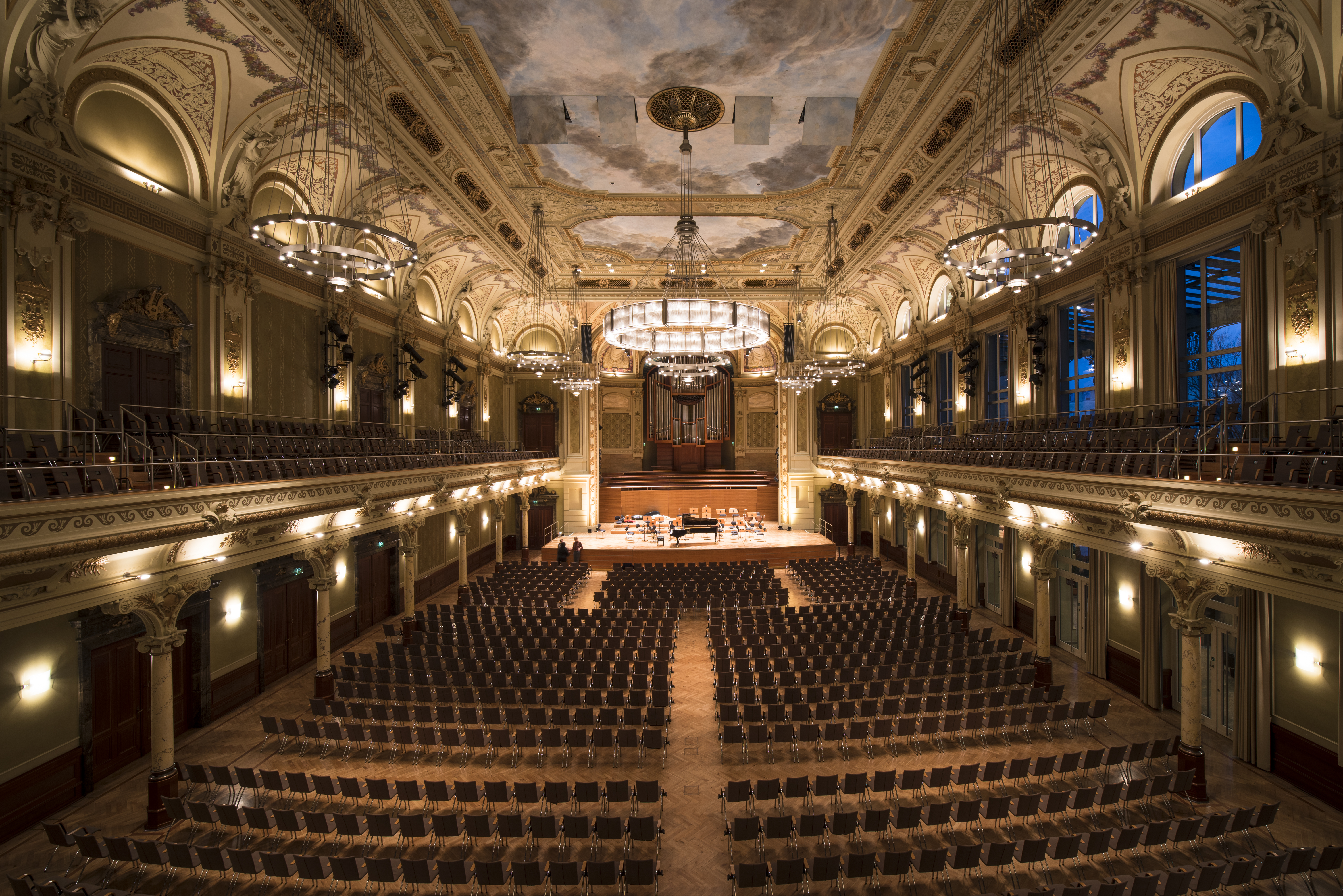
Der Veranstaltungsort: der Große Saal der Stadthalle Wuppertal

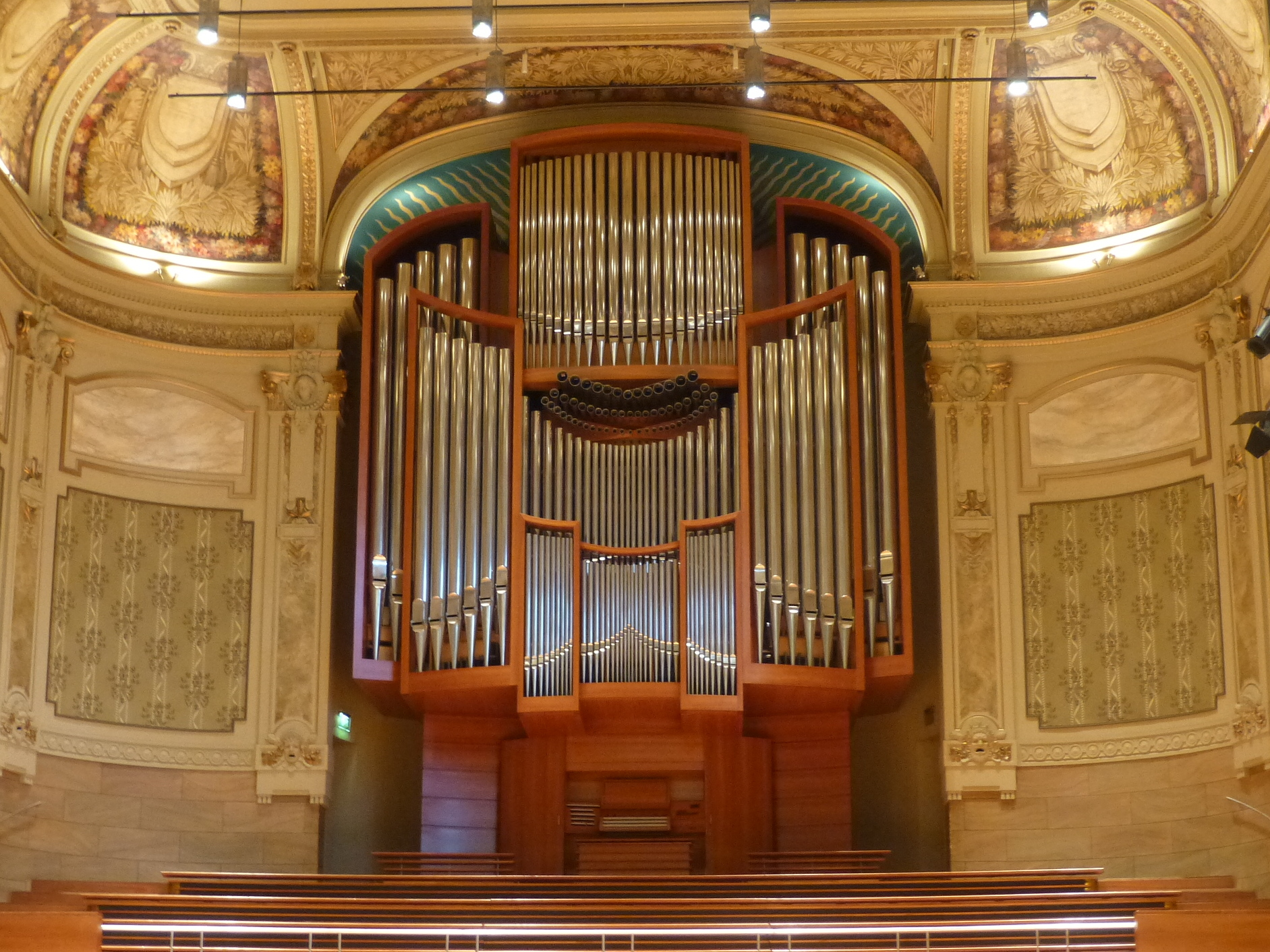
Das Instrument: die Sauer-Orgel

Der erste Internationale Orgelwettbewerb in Wuppertal fand im August 2009 im Rahmen des ersten Wuppertaler Musiksommers in der Historischen Stadthalle statt. Weitere Wettbewerbe folgten in unregelmäßigen Abständen. Im Jahr 2011 fiel der Wettbewerb aus Mangel an Bewerbern und 2012 wegen der erforderlichen Reinigung der Orgel aus.
Veranstalter des Wettbewerbs sind die Hochschule für Musik und Tanz Köln und die Historische Stadthalle Wuppertal GmbH. Im Großen Saal der Historischen Stadthalle steht die dreimanualige Sauer-Orgel, an der die öffentlichen Wettbewerbsrunden und Preisträgerkonzerte ausgetragen werden.
Der hochkarätig mit Orgelvirtuosen und Hochschullehrern besetzten Jury unter dem Vorsitz des Kölner Domorganisten Winfried Bönig gehören die Titularorganistin der Hamburger Elbphilharmonie, Iveta Apkalna, und der französische Organist und Komponist Naji Hakim an.
Bewerben können sich Organisten aus aller Welt, die zwischen 18 und 35 Jahre alt sind. Die Preisträger werden in drei Wertungsrunden ermittelt. Im Rahmen der Vorrunde wählt die Jury anhand der von den Teilnehmern eingesandten CDs mit selbst eingespielten, von der Jury konkret vorgegebenen Werken aus der Vielzahl der Bewerber zehn zu den Wertungsspielen nach Wuppertal ein. In der anschließenden öffentlichen Zwischenrunde spielen die Bewerber anonym hinter einem Vorhang sitzend innerhalb von 45 Minuten insgesamt vier Werke aus einer vorgegebenen Auswahlliste. In der Endrunde ist ein vom Bewerber frei wählbares Programm von 50 bis 60 Minuten Länge zu spielen; die Programmauswahl fließt dabei in die Wertung der Jury mit ein. Die drei Besten treten am letzten Tag des Wettbewerbs in einem öffentlichen Preisträgerkonzert auf.
Die Dotierung der Preise betrug anfangs 500 bis 1500 Euro und wurde inzwischen deutlich erhöht, womit auch die Anzahl der Bewerber erkennbar anstieg. So beteiligten sich im Jahr 2019 am sechsten Wettbewerb insgesamt 30 Organisten aus vierzehn Ländern. Der 1. Preis ist heute mit 8000 Euro dotiert, der 2. Preis mit 5000 Euro und der 3. Preis mit 3000 Euro. Die Geldpreise werden von dem Unternehmer und Mäzen Jörg Mittelsten Scheid zur Verfügung gestellt, dessen Familie auch die Orgel für die Stadthalle gestiftet hat.

## Bisherige Preisträger
| Jahr | 1. Preis                        | 2. Preis                        | 3. Preis                        |
| ---- | ------------------------------- | ------------------------------- | ------------------------------- |
| 2009 | Jan Croonenbroeck (Deutschland) | Ye-Heun Ju (Südkorea)           | (nicht vergeben)                |
| 2010 | Hyo-Jong Kim (Südkorea)         | Konstantin Esterl (Deutschland) | Alexander Toepper (Deutschland) |
| 2013 | Olga Zhukova (Russland)         | Yeonju Sarah Kim (Südkorea)     | Vaidas Alaune (Litauen)         |
| 2015 | Angela Metzger (Deutschland)    | Anastasia Kovbyk (Russland)     | Jochem Schuurman (Niederlande)  |
| 2017 | Alberto Brigandi (Italien)      | Eunwoo Lee (Südkorea)           | Jihee Rhim (Südkorea)           |
| 2019 | Marius Herb (Deutschland)       | Jannik Schroeder (Deutschland)  | Mona Rozdestvenskyte (Litauen)  |
| 2023 | Jonas Schauer (Deutschland)     | Jan Liebermann (Deutschland)    | Filip Šmerda (Tschechien)       |